# Grade d'un kanji
Le grade d'un kanji correspond au moment où il est enseigné dans les écoles japonaises.
Si le nombre est entre 1 et 6, il est vu à l'école primaire : c'est un gakushū kanji.
Si le grade est 1, le kanji sera vu pendant la première année ; si c'est 2, il sera vu pendant la deuxième année, etc.
Le reste des jōyō kanji est vu au collège. Le numéro du grade est alors 8.
Lorsque le numéro est 9, il s'agit d'un kanji autorisé pour les noms de personnes (jinmeiyō kanji). Dans ce cas, le kanji ne fait pas partie des jōyō kanji.
La répartition se fait ainsi :
| Grade | Nombre | Total |
| ----- | ------ | ----- |
| 1     | 80     | 80    |
| 2     | 160    | 240   |
| 3     | 200    | 440   |
| 4     | 200    | 640   |
| 5     | 185    | 825   |
| 6     | 181    | 1 006 |
| 7     | 939    | 1 945 |
| 8     | 895    | 2 840 |
| 9     | 300    | 3 140 |